# Анальний робот Картмена
«Анальний робот Картмена» (англ. Cartman Gets an Anal Probe) — перший епізод серіалу «South Park»; прем'єра —  13 серпня 1997. Епізод перероблено з пілотної серії, яка відрізнялася тим, що була довшою та з іншою версією головної музичної теми. Це єдина серія, створена за три місяці — та цілком за допомогою кольорового паперу. Майже всі наступні епізоди серіалу зроблено повністю на комп'ютері.

## Сюжет
Друзі Кайл, Стен, Кенні і Картмен чекають шкільний автобус, а останній розповідає про свій «кошмар», у якому його викрали прибульці. Хоч хлопці доказують йому, що було це насправді, Ерік переконаний: вони просто хочуть його налякати. Ніби на підтвердження «кошмару», Шеф проїздить мимо і запитує, чи не бачили вони літаючу тарілку. Відтак підїжджає шкільний автобус, за кермом — страшна, криклива місс Кребтрі, котра постійно наказує дітям сісти й замовкнути. Друзі всідають — і тут Кайл помічає, як два прибульці викрадають його молодшого брата, Айка.
У міжчасі на фермі знаходять розірваних корів, а Офіцер Барбреді заявляє їх господарю фермеру Денкінсу, що в цьому немає нічого незвичайного. Відтак кілька прибульців намагаються приманити корів свистом і соломою: ті тікають і згодом намагаються сісти на потяг.
Кайл намагається відпроситися зі школи у вчителя Гаррісона, щоб розшукати брата. Але пан Гаррісон пропонує Кайлу відпроситись у пана Капелюха, його маріонетки, який відповідає на прохання Кайла найулюбленішим висловом Гаррісона: «Ти потрапиш до пекла. Ти потрапиш до пекла і здохнеш».
Після уроку друзі прямують до шкільного буфету. (Виявляється, що Стен закоханий у Венді Тестабургер, причому його верне щоразу як вона з ним розмовляє.)  Вони питають у Шефа, що їм слід робити, якщо ніхто не вірить їм, а той у відповідь співає пісню, котра не має найменшого відношення до справи, — та дізнавшись про викрадення Кайлового брата прибульцями, допомагає хлопцям піти зі школи.
На вулиці виявляється, що прибульці вповні володіють Картменом — і тут уперше він промовляє відому фразу: «Ви собі йдіть, а я пішов додому». Проте щоб приманити прибульців, Стен, Кайл і Венді прив’язують Картмена до дерева, з заду Картпена вилазить величезна супутникова антена. Прилітає корабель прибульців — Айк врятований.
Прибульці вибачаються перед коровами за те, що стільки корів  розірвано. Вони запевняють, що корови найрозумніші істоти на Землі — і дарують їм пристрій для контролю свідомості.

## Смерть Кенні
Коли хлопці зрозуміли, що прибульці встановили контроль над Картменом, Кайл йому кричить у вухо, викликаючи іншопланетян. З'являється літаюча тарілка: Кайл кидає в неї каменем, а вона стріляє у відповідь — і влучає у Кенні. Стен і Кайл вперше промовляють свої коронні фрази: «О Боже! Вони вбили Кенні! — Паскуди!», але Кенні підводиться, ніби нічого не сталося. Одразу після цього по ньому пробігає стадо корів — та Кенні знову лишається неушкодженим. Корів на поліцейській машині переслідує офіцер Барбреді: у погоні він збиває Кенні на смерть.

## Невипущена версія
На DVD-боксі з другим сезоном як бонус була видана початкова версія пілотного епізоду. Вона довша кінцевої версії і будь-якого іншого звичайного епізоду серіалу і має багато відмінностей порівняно з кінцевою версією:
- Тут у Картмена є ціла сім’я — не лише мати, але й батько та сестра.
- Хлопці йдуть зі школи, відпросившись у медсестри.
- Кенні оживає в кінці епізоду.
- У фіналі епізоду з’являється Піп у каже: «God bless us everyone» (укр. Боже, бережи нас усіх) Такою ж фразою закінчуються й інші фільми Паркера і Стоуна — «Канібал! Мюзикл», «Викривлений час», «Оргазмо».[1]

## Пародії
- Коли Кайл передражнює можливу реакцію батьків зникнення Айка, він промовляє фразу: «Де твій брат, Кайл?», з її очевидним біблійним підтекстом: «Де твій брат, Каїн?».

## Факти

Постери — з дверей Картмена і Оргазмо

- Аніматор «Південного парку» Енді Аретт назвав цю серію однією з найулюбленіших, бо йому здається дуже привабливою «ручна» анімація.[2]
- Кицьку Картмена Кітті озвучив відомий ведучий Джей Лено.
- Окрім появи прибульців як персонажів, в цій та багатьох інших серіях можна побачити інопланетян в незначних епізодах чи деталях. Тут, коли діти розмовляють з Шефом, маленька голова інопланетянина з’являється на лівій тарілці.
- Людина, що зображена на постері на дверях спальні Картмена, дуже нагадує головного героя фільму авторів «Південного парку» Трея Паркера і Метта Стоуна «Оргазмо».
- На тумбочці у Картмена стоїть фото сестри Метта Стоуна, Рейчел.
- В цьому епізоді у пана Капелюха немає очей.
- На початку серії головні герої, стоячи на зупинці, співають відому пісню «School Days» авторства Уілла Кобба и Гаса Едвардса.
- На поліцейській машині Барбреді написано: «To Patronize and Annoy» (Опікати й діставати). В шкільній їдальні можна побачитити плакат «Have you seen me?» (Ти бачив мене?) з зображенням голови інопланетянина, а також напис «School food is good food» (Шкільна їжа — добра їжа). Поряд з Шефом висить плакат «Milk is yummy» (Молоко — смакота).